# 스이코 천황
스이코 천황(推古天皇, 554년 ~ 628년 4월 15일)은 제33대 일본 천황이다. 한국에서는 추고 여왕이라고 불린다.
긴메이 천황의 셋째 딸이자 요메이 천황과 동복(남매관계)으로, 어머니는 소가노 기타시히메(父: 소가노 이나메, 兄: 소가노 우마코)였다. 스이코 천황의 이름은 누카타베(額田部)이다. 일본식 시호는 도요미케카시키야히메노미코토(豊御食炊屋姫尊, 《일본서기》)이고, 가시키야히메노미코토(炊屋姫尊)라고도 불린다. 천황 호칭을 최초로 사용한 일본 군주로 보는 설(說)도 있지만, 1998년 아스카연못공방유적(飛鳥池工房遺跡)에서 천황의 문자를 기록한 목간이 발견된 이후에는 덴무 천황(天武天皇, 제40대 일본 천황, 재위 673년 ~ 686년)이 최초로 천황 호칭을 사용하였다는 설이 유력하게 되었다(천황제의 시초이자, 최초의 천황으로 보는 설이 있기는 하지만, 천황의 칭호를 받은 최초의 천황은 40대 천황인 덴무 천황으로 보는 설이 유력함).

## 약력
스이코 천황은 이복오빠인 비다쓰 천황(재위 572년 ~ 585년)과 결혼하여 딸 셋과 아들 둘을 낳았다. 비다쓰 천황의 첫 부인이 죽은 후 황후가 되었고 오키사키의 칭호가 주어졌다.
비다쓰가 붕어(585년)한 후에 스이코의 오빠 요메이 천황이 집권하여 2년간(재위 : 585년 10월 3일 ~ 587년 5월 21일) 다스렸으나 병사하였다. 요메이 천황의 승하 후에 소가씨와 모노노베씨 간의 권력 다툼이 발생하였는데 소가씨는 하쓰세베 황자(훗날의 스슌 천황(재위: 587년 ~ 592년))를 지지하였고 모노노베 씨는 아나호베 황자를 지지하였다. 소가 씨가 한번 더 득세하여 하쓰세베 황자가 587년 스슌 천황에 즉위하였다. 그러나 스슌 천황이 소가노 우마코의 전횡에 불만을 느끼자 우마코는 심복 야마토노아야노 아타이코마(東漢直駒)를 시켜 스슌 천황을 암살(592년)하기까지 하였다. 그러자 모든 이는 소가 씨의 세력을 두려워하였고 아무도 황위를 계승하려 하지 않았다. 야마토 조정(朝廷) 시대에는 즉위에 적당한 남성이 없으면 임시로 황후가 정치에 나설 수가 있었다. 이러한 전통에 따라 대신들은 비다쓰 천황의 황후, 도요미케카시키야히메노미코토(豊御食炊屋姫尊)를 즉위시키기로 추천했다. 그녀가 추천된 중요한 원인은 그녀의 어머니(소가노 키타시히메)가 소가노 우마코의 배다른 여동생이기 때문이었다. 결국 소가노 우마코는 자신의 질녀, 도요미케카시키야히메노미코토(豊御食炊屋姫尊)를 즉위시킬 수 있었다.
593년 스슌 천황이 재위 2년 만에 승하한 직후 권력의 공백을 채우기 위해 최초의 여성 천황으로 즉위하였으며, 즉위 다음해 쇼토쿠 태자를 섭정으로 임명하였다. 비록 치세 중의 실권은 쇼토쿠 태자 및 소가노 우마코에게 있었지만, 스이코 천황 역시 무력한 것과는 거리가 멀었다고 한다. 천황의 치세 중, 관위 12계급의 설정, 십칠조헌법 제정, 국사 편찬, 호류지 건립 등 문화사상 아스카 시대라 불리는 한 시대를 구축했다.

## 가계
- 아버지: 긴메이 천황
- 어머니: 기타시히메
  - 남편: 이복오빠 비다쓰 천황
    - 1황녀: 토미치카이타코(菟道貝蛸)
    - 1황자: 타케타(竹田)
    - 2황녀: 쇼오콘덴(小墾田)
    - 2황자: 오와리(尾張)
    - 3황녀: 타간(田眼)

## 같이 보기
- 진구 황후
- 일본 천황